# Федорняк Володимир Васильович
Володимир Васильович Федорняк (25 квітня 1961) — радянський футболіст, що грав на позиції півзахисника. Відомий за виступами у складі «Прикарпаття» з Івано-Франківська у другій лізі СРСР. Після завершення кар'єри футболіста — український футбольний тренер.

## Біографія
Володимир Федорняк дебютував у команді майстрів у 1985 році в команді другої ліги СРСР «Прикарпаття» з Івано-Франківська, за яку він грав до наступного року, провівши в її складі 27 матчів. Після цього Федорняк грав у аматорському клубі «Енергетик» з Бурштина, а на початку 90-х років ХХ століття грав у іншій аматорській команді з Бурштина «Домобудівник». У 1996 році ще на аматорському рівні очолив бурштинський «Енергетик», який очолював до 1998 року. Удруге Федорняк очолював «Енергетик» у 2001 році, коли команда вже грала в другій українській лізі. Утретє Володимир Федорняк очолював бурштинську професійну команду з 2003 до 2004 року. Після відставки з поста головного тренера професійної команди Федорняк спочатку працював тренером бурштинської ДЮСШ, а пізніше очолював бурштинським аматорський клуб «Енергія».